# Daniel Korte
Daniel Korte (* 26. února 1953 Praha) je český překladatel, filolog, lingvista, podnikatel a politik, v letech 2010 až 2017 poslanec za stranu TOP 09, od března 2023 člen Rady České tiskové kanceláře.

## Život
Jeho otcem je Oldřich F. Korte, skladatel vážné hudby a v 60. letech klavírista Laterny magiky. V roce 1978 vystudoval klasickou filologii a češtinu na Filosofické fakultě University Karlovy. Učil latinu a řečtinu v Obvodním kulturním domě v Praze 6, od roku 1980 spolupracoval jako externista na redakci Slovníku středověké latiny v českých zemích v Kabinetu pro studia řecká, římská a latinská ČSAV, kam během roku 1986 přešel do hlavního pracovního poměru. V roce 1989 se angažoval v OF, poté působil do roku 1997 v řadách ODA. V letech 1990–1991 Daniel Korte pracoval jako personalista na Ministerstvu zahraničních věcí, 1992–1993 byl předsedou Rady pro rozhlasové a televizní vysílání. Poté pracoval jako jazykový redaktor a překladatel (např. C. Di Sante, Židovská modlitba, M. Nussbaumová, Křehkost dobra). V devadesátých letech pracoval rovněž jako překladatel. V roce 1999 se zapojil do práce Centra pro výzkum patristických, středověkých a renesančních textů, pro něž přeložil a okomentoval devět z dvaceti knih Etymologií Isidora ze Sevilly.
V letech 1990–1997 byl Daniel Korte členem ODA, 1998–1999 členem Strany konzervativní smlouvy. Od roku 2009 je členem TOP 09, v roce 2010 byl ve volbách za tuto stranu zvolen poslancem PS PČR, ve volbách 2013 svůj mandát obhájil. Byl členem Výboru pro obranu a bezpečnost.
V letech 2002 až 2010 se věnoval řízení středně velké firmy LIGMET a. s. ve Středočeském kraji, jejímž hlavním předmětem činnosti je zpracování železného odpadu; tento podnik spolu s několika partnery rovněž vlastnil.
Při hlasování o vyslovení nedůvěry vládě Petra Nečase 26. dubna 2011 vzbudil rozruch, když své stanovisko „proti návrhu“ hlubokým hlasem vyzpíval. Ve Sněmovně se poté vedla debata, zda jeho hlas uznat. Poslanec Vojtěch Filip následně vznesl námitku na neuznání hlasu, ale plénum ji nepřijalo. V červenci 2012 při debatě před hlasováním o vyslovení nedůvěry vládě opět vzbudil pozornost, když v reakci na příspěvek Jiřího Dolejše promluvil hebrejsky.
Na 2. celostátním sněmu TOP 09, který se konal ve dnech 22.- 23. října 2011 v Hradci Králové, byl zvolen členem předsednictva TOP 09. Ve volbách do Poslanecké sněmovny PČR v roce 2017 již nekandidoval. Ve volbách do zastupitelstev obcí 2018 kandidoval do zastupitelstva městské části Praha 6 za volební uskupení Občané za odstranění pomníku maršála Koněva vedené Radimem Špačkem, jako člen TOP 09 nominován za Korunu Českou, ale neuspěl.
Ve sněmovních volbách v roce 2021 kandidoval na 4. místě kandidátky Koruny České v Praze. Získal 31 preferenčních hlasů a poslancem tak zvolen nebyl.
Sám se hlásí k monarchismu a je silně kritický k osobnosti T. G. Masaryka. V roce 2013 spolupořádal v Poslanecké sněmovně seminář o maršálu Radeckém.
Dne 24. února 2023 byl v tajné volbě zvolen Poslaneckou sněmovnou PČR členem Rady České tiskové kanceláře, a to s účinností od 8. března 2023. Nominovala jej koalice SPOLU (tj. ODS, KDU-ČSL a TOP 09), získal 101 hlasů (ke zvolení bylo třeba 61 hlasů).